# 3001 Michelangelo
3001 Michelangelo là một tiểu hành tinh vành đai chính, được phát hiện bởi Edward L. G. Bowell vào năm 1982. Nó được đặt theo tên Michelangelo Buonarotti, họa sĩ Phục Hưng người Ý.
Lần Michelangelo tiếp cận sao Hỏa gần nhất là khoảng trên 0.6 AU.